# Sophie G. Lucas
Sophie G. Lucas, née en 1968 à Saint-Nazaire, est une poète française.

## Biographie
L'autrice mêle dans ses textes une approche intime à un regard social et documentaire. La poétesse est révélée en 2007 avec la publication du recueil de poèmes Nègre blanche aux éditions Le Dé bleuPrix de Poésie de la ville d’Angers présidé par le poète français James Sacré.
Par le prisme de la poésie, Sophie G. Lucas évoque la situation des personnes sans domicile fixe avec Moujik Moujik (2010) ou encore le phénomène de désertification de la ville de Détroit dans Notown (2013), suivis de Témoin (2016) où elle rend compte de procès.
En 2023, elle publie son premier roman : Mississippi, La geste des ordinaires, publié aux Editions La Contre Allée. Ecrit à partir de recherches historiques sur la généalogie personnelle de Sophie G. Lucas ce récit est une épopée qui rend hommage aux gens ordinaires, pour qui l'auteure a une attention toute particulière, pleine de dignité,.

## Publications
Textes
- Ouh, la Géorgie, Gros Textes, Décharge, Coll. Polder, no 126, 2005

- Sous le ciel de nous, La Contre Allée, 2007
- Nègre blanche, Éditions L'idée bleue, Coll. Le dé bleu, 86p, 2007  (ISBN 2840312263)
- Panik, Le Chat qui tousse, 2008
- Moujik Moujik, Éditions des états civils, 2010  (ISBN 2919098004)
- Prendre les oiseaux par les cornes, Le Chat qui Tousse, 2010
- Se recoudre à la terre (avec neige), La Contre Allée, Coll. Lampes de poche, 2011
- Carnet d’au bord, Potentille, 2013
- Notown, Éditions des états civils, 2013
- La Fille avec qui je volerais des chevaux, Éditions du Petit Flou – dans la cour des filles, 2015
- Témoin, La Contre Allée, Coll. La Sentinelle, 96p, 2016  (ISBN 2917817534)
- Ordinaire, La Porte, 20p, 2016
- A part la neige (un poème), Faï Fioc, 2016[10]
- Moujik Moujik suivi de Notown, La Contre Allée, Coll. La Sentinelle, 192p, 2017, 2023  (ISBN 2917817925)
- Assommons les poètes !, La Contre Allée, Coll. Les périphéries, 160p, 2018, 2023 (ISBN 2917817976)
- Que vais-je devenir ? avec Eduardo Berti, nuit myrtide éditions, 2018
- Paradise, avec Jean-Marc Flahaut, éditions Interzone(s), 2019
- Désherbage, que vient-on faire dans une bibliothèque aujourd'hui ?, La Contre Allée, 2019
- Transformation d'un corps en lumière, Vinaigrette, revue moléculaire de photo/poésie, 2023
- On est les gens, La Contre Allée, 2023
- Mississipi, La Contre-Allée, 2023, 192 p. (ISBN 978-2-37665-039-3)

Anthologies
- La Fête de la vie, anthologie franco-allemande, vol.5, Editions en forêt, 2011
- Lettres nomades - Saison 4, Salah Al Hamdani, Nathacha Appanah, Ali Bécheur, Eduardo Berti, Bessora, Sophie G. Lucas, Simonetta Greggio, Ian Monk, Wilfried N Sondé, La Contre Allée, Coll. La Sentinelle, 128p, 2015  (ISBN 2917817364)
- Nous, avec le poème comme seul courage, Le Castor Astral, 2019
- Anthologie de la Poésie française, dir. Philippe Torreton, Calmann-Levy, 2022
- Collectif
- Ne vivent haut que ceux qui rêvent, avec Xavier Grall, Calligrammes, 2021
- Lettres aux jeunes poétesses, collectif, L'Arche, 2021[11] (ISBN 978-2-38198-021-8)